# (1854) Skvortsov
(1854) Skvortsov (1968 UE1) – planetoida z pasa głównego asteroid okrążająca Słońce w ciągu 4,05 lat w średniej odległości 2,54 j.a. Odkryta 22 października 1968 roku. Nazwa planetoidy pochodzi od nazwiska rosyjskiego astronoma Jewgienija Skworcowa.